# Crooked River National Grassland
Crooked River National Grassland est une prairie nationale située dans le comté de Jefferson, dans le centre-nord de l'État américain de l'Oregon. Elle a une superficie de 702 km² et contient deux rivières nationales sauvages et panoramiques, la rivière Deschutes et la rivière Crooked. La prairie est gérée conjointement avec la forêt nationale d'Ochoco à partir des bureaux du Service forestier de Prineville. Il y a des bureaux de district de gardes forestiers locaux à Madras, sa ville la plus proche.  

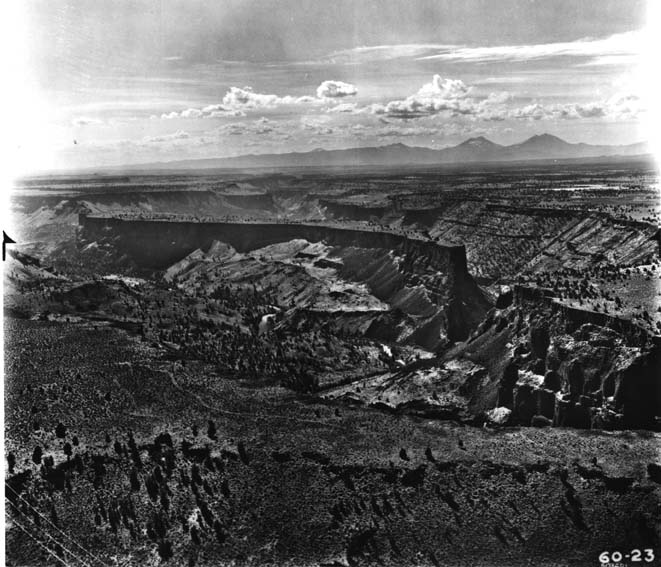
"The Island", isolée par les canyons des rivières Deschutes et Crooked rivers.
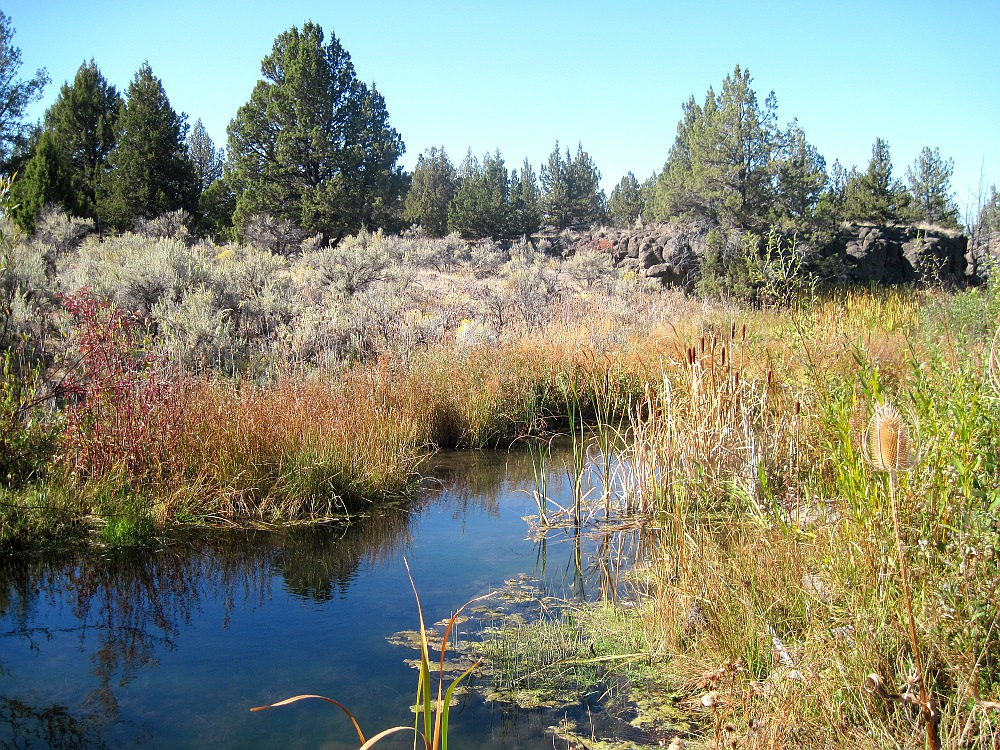
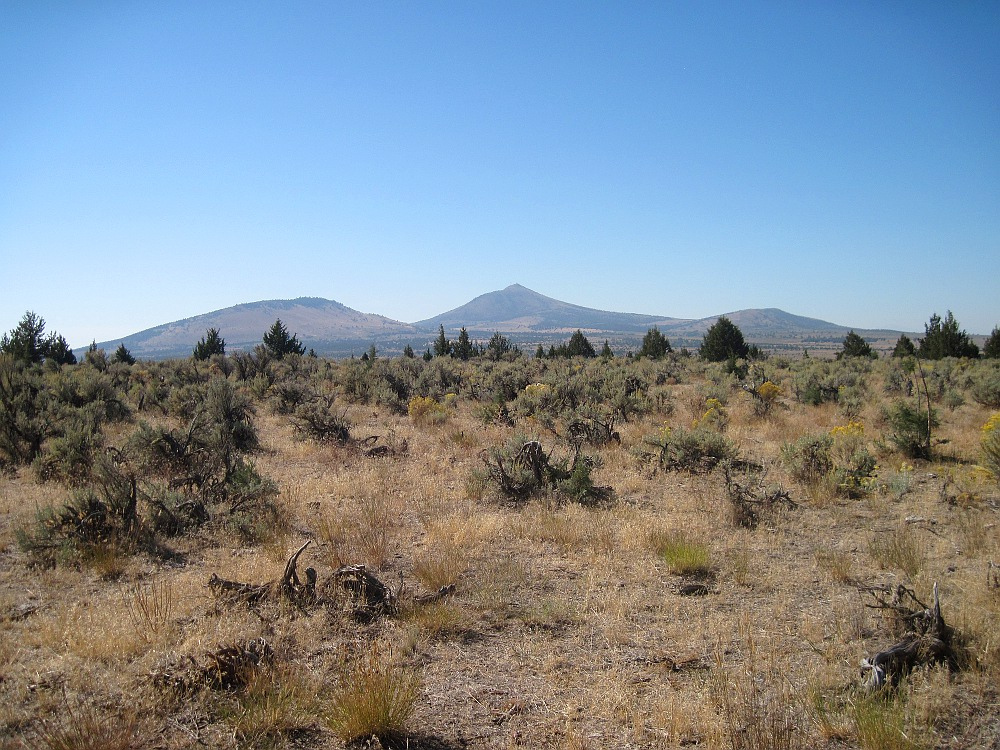